# Federazione dell'Africa orientale

Gli stati componenti della federazione in verde

La Federazione dell'Africa Orientale (in swahili: Shirikisho la Afrika Mashariki, in inglese: East African Federation, in francese: Fédération d'Afrique de l'Est)  è il progetto di un'unione federale proposta tra sette Stati africani che fanno parte della Comunità dell'Africa orientale, allo scopo di creare un singolo Stato federale. Gli otto Stati che dovrebbero comporla sono la Tanzania, il Kenya, il Ruanda, il Burundi, l'Uganda, il Sudan del Sud, la Repubblica Democratica del Congo e la Somalia. Quest'unione federale è in fase di creazione, e se ne prevedeva la formale istituzione nel 2023. Il The East African, una testata online, nel settembre 2018 ha scherzosamente chiamato questa entità "gli Stati Uniti dell'Africa Orientale" ("Ready for a United States of East Africa?"), ironizzando sull'ambigua abbreviazione "USA", solitamente riferita agli Stati Uniti d'America.

## Storia

### Antefatti
Dopo la creazione della Comunità dell'Africa orientale, ci sono state discussioni sul perché non ci fosse un'opzione per unirsi in una sola federazione, anche se l'idea va molto più indietro, alla prima metà degli anni '60. Kenya, Uganda e Tanganyika (che nel 1964 si sarebbe unito pacificamente a Zanzibar, formando dunque l'attuale Tanzania) a quel tempo, in piena decolonizzazione africana, si erano rese indipendenti dall'Impero britannico e avevano il desiderio di unirsi in un'unica entità federale. Vennero dunque iniziate delle discussioni che coinvolsero il presidente della Tanzania Julius Nyerere, il primo ministro del Kenya Jomo Kenyatta e dal presidente dell'Uganda Milton Obote. Nel progetto originale, la federazione doveva essere formata da quattro Stati, incluso Zanzibar, al tempo ancora separato.
Nel 1964, l'idea fu accantonata a causa della riluttanza di Kenyatta e del desiderio di Obote di creare un'unione pan-africana (qualcosa di vagamente simile all'odierna Unione africana, che comunque non è federale ma è una semplice organizzazione intergovernativa). Inoltre, il Regno di Buganda, entità tribale in Uganda, non desiderava essere parte integrante di questa federazione.

### La formazione in due fasi della FAO
Nel 1999, in un summit a Sirte (Libia), venne decisa la formazione dell'Unione africana, istituita il 9 luglio 2002. La proposta della creazione di un superstato federale nell'Africa orientale è stata poi rilanciata intorno allo stesso periodo. I cinque Paesi che avrebbero formato la cosiddetta "Federazione dell'Africa Orientale" (FAO) erano la Tanzania, il Kenya, il Ruanda, il Burundi e l'Uganda.
L'idea di creare un superstato federale nell'Africa orientale è stata poi suddivisa nel 2016 in due tappe: prima si sarebbe lavorato ulteriormente su un'integrazione/unione propedeutica, la Comunità dell'Africa orientale (CAO) fondata nel 2000 e con sede ad Arusha (Tanzania), dopodiché quest'ultima avrebbe dovuto mutarsi nella Federazione dell'Africa Orientale. Nel 2010, la CAO aveva già lanciato il mercato unico nella propria area.
Alla CAO, il 2 marzo 2016, vi si è aggiunto il sesto Paese, il Sudan del Sud, che si era reso indipendente dal Sudan nel 2011 con un referendum. Nel settembre 2016, è diventata il sesto membro ufficiale.
Il 29 marzo 2022, durante il summit ordinario della Comunità dell'Africa Orientale, anche la Repubblica Democratica del Congo (RDC) è stata ammessa nella CAO a seguito di una decisione unanime di tutti gli Stati membri. L'11 luglio è diventata ufficialmente un membro della CAO.
Il 24 novembre del 2023 anche la Somalia decide di entrare a far parte della CAO, diventando l'ottavo membro il 4 marzo 2024.

### La stesura della Costituzione della CAO e l'unione monetaria
Nel 2013, in un summit a Kampala, si decise di iniziare a scrivere la Costituzione della FAO.
Inizialmente, i primi passi verso l'unificazione politica e l'istituzione dell'unione monetaria (East African Monetary Union, EAMU) erano pianificati nello stesso anno e il completamento dell'unione politica era pianificato per il 2015, mentre la data di istituzione della moneta unica era pianificata al 2024; la moneta unica sarebbe stata implementata da un organo apposito, l'Istituto Monetario dell'Africa Orientale (East African Monetary Institute, EAMI), che sarebbe stato istituito il 1º luglio 2021. La tabella di marcia verso la moneta unica è gestita da una task force composta da esperti finanziari provenienti dalle banche centrali dei sette Paesi membri della CAO, dai Ministeri delle Finanze e da alcune aziende assicurative e fondi pensione.
Ma la data di stesura della Costituzione venne spostata al 2016, per poi essere rinviata ulteriormente nel 2016 a seguito della decisione di usare la CAO come tappa intermedia dell'unificazione. Pertanto, i leader della CAO decisero di fare scrivere una Costituzione della Comunità dell'Africa Orientale.
Nel settembre 2018, è stato formato un comitato di esperti costituzionalisti per iniziare il processo di stesura della Costituzione della CAO. In base a quanto dichiarato in un meeting nel Burundi del gennaio 2020, sarebbe stata finita entro il 2021 e la sua revisione sarebbe terminata nel 2022. Dopo l'approvazione tramite firma in un summit dei Capi di Stato degli allora sei Paesi fondatori, sarebbe entrata in vigore entro il 2023.
Questa tabella di marcia è stata interrotta dallo scoppio nel 2019 della pandemia globale di Covid-19, che ha rappresentato una priorità da gestire.
Secondo una dichiarazione della CAO del marzo 2023, i lavori per discutere la stesura della Costituzione della CAO ricominceranno nel maggio 2023 in Kenya e dureranno due anni, fino al 2025. Durante queste discussioni, gli esperti costituzionalisti revisioneranno la roadmap per la stesura della Costituzione e si consulteranno con numerosi stakeholder per meglio capire che modello di confederazione politica desiderano. Il comitato di esperti costituzionalisti è presieduto dal giudice Benjamin Joses Odoki, affiancato al Vice-presidente Amos Wako. Il Segretario Generale della CAO, Peter Mathuki, ha spiegato che il Segretariato della CAO è intenzionato a procedere in modo spedito.
Quanto alla data dell'istituzione della moneta unica, essa era prevista nel 2024, ma l'Istituto Monetario dell'Africa Centrale (EAMI) non è mai stato istituito; inoltre, nel dicembre 2022, una task force aveva consigliato di spostarla al 2031 siccome la CAO non era ancora pronta a causa delle divergenze macroeconomiche tra gli Stati membri. Ma il 17 gennaio 2023, il Segretario Generale della CAO ha annunciato che la CAO emetterà una moneta unica nel proprio territorio entro i prossimi quattro anni, dunque entro il 2027. Il Consiglio dei Ministri della CAO deve decidere la sede della Banca Centrale dell'Africa Centrale (East African Central Bank) e la definizione di una tabella di marcia per l'emissione della moneta unica.

## Simboli
I simboli del futuro superstato sono gli stessi della Comunità dell'Africa orientale.

### Bandiera
La bandiera è suddivisa in tre bande orizzontali; in alto ed in basso il blu chiaro; al centro una banda dorata poi seguite da due bande verdi; di sopra nero e di sotto rosso; al centro l'emblema della Federazione dell'Africa orientale.

### Stemma / Emblema
L'emblema della Federazione dell'Africa orientale è costituita da un cerchio bianco con all'interno la mappa del superstato con un lago in blu con una ruota metallica che sembra il sole; sopra le iniziali EAC; ai lati due rami di painte; in basso due mani incastrate; il cerchio è dorato intorno; sotto vi è il nastro bordato di verde con la scritta: Jumuiya ya Afrika mashariki (Comunità dell'Africa orientale in swahili).

## Stati membri
| Stato                                | Anno | Note |
| ------------------------------------ | ---- | --- |
| Tanzania Kenya Ruanda Burundi Uganda | 2013 | Kenya, Tanzania e Uganda erano già metri fondatori del CAO nel 2000. Il progetto per la federazione è stato presentato dopo l'entrata del Ruanda e del Burundi nel 2007 |
| Sudan del Sud                        | 2016 | |
| RD del Congo                         | 2022 | |
| Somalia                              | 2024 | |

## Informazioni base
Quanto alle informazioni base finora note, oltre al nome:
- La Federazione dell'Africa Orientale non si formerà prima del 2025.
- La fonte del diritto più importante su cui la FAO si basa è la Costituzione della Federazione dell'Africa Orientale.
- Siccome è una federazione, la massima autorità prevista è quella di un unico Presidente della Federazione dell'Africa Orientale.
- La capitale proposta è Arusha, un'importante città multiculturale nel Nordest della Tanzania, vicina al Monte Meru.
- La moneta unica proposta, alla stregua dell'euro in Europa, è lo scellino dell'Africa orientale per la FAO ("East African Shilling", "Shilling est-africain"), gestito dalla Banca Centrale dell'Africa Orientale.
- L'unione monetaria è prevista entro il 2027.
- Le due lingue ufficiali proposte per la Federazione dell'Africa Orientale sono l'inglese e il francese, che sono due lingue sia ufficiali sia lingue franche diffuse in Africa insieme al portoghese. Ma di fatto, in questo ampio territorio si parla lo swahili come interlingua. A sua volta, lo swahili è una delle lingue più diffuse nel mondo.
- Con 2 467 202 chilometri quadrati, questo superstato federato sarebbe il paese più grande in Africa e il 10º Paese in tutto il mondo.
- Con una popolazione in crescita di 190 068 673 abitanti (2019) sarebbe il secondo paese più popoloso in Africa (dopo la Nigeria) e l'ottavo globalmente. Il più popoloso dei sei Paesi al 2019 è la Tanzania, ma l'Uganda ha il tasso di crescita più alto.
- La densità di popolazione è pari a 77,03 persone per chilometro quadrato.
- La città più grande comunque non è Arusha, ma Dar es Salaam, ex capitale della Tanzania (quella attuale è Dodoma).
- Il territorio incorpora l'intero lago Vittoria e, in totale, il 4,9% della superficie idrica mondiale.
- Il PIL, secondo una stima del 2017 (quando i Paesi fondatori erano ancora cinque), è pari a 472,238 miliardi di dollari statunitensi.
- La religione più diffusa è quella cristiana (le due correnti principali sono quella protestante e cattolica). La seconda più diffusa è quella islamica. Il paese con più persone di fede islamica è la Tanzania.